# Submarine Command
Submarine Command is een Amerikaanse oorlogsfilm uit 1951 onder regie van John Farrow.

## Verhaal
Tijdens de oorlog in Korea moet commandant Ken White duiken met zijn onderzeeër om het leven van zijn bemanning te redden. Daardoor verdrinkt er een schutter, die nog boven was. Behalve de torpedoman Boyer denkt niemand dat hij schuldig is aan de dood van de schutter. White voelt zich wel schuldig en hij zoekt troost bij zijn verloofde Carol.

## Rolverdeling
| Acteur           | Personage                    |
| ---------------- | ---------------------------- |
| William Holden   | Commandant Ken White         |
| Nancy Olson      | Carol                        |
| William Bendix   | Torpedoman Boyer             |
| Don Taylor       | Commandant Peter Morris      |
| Arthur Franz     | Luitenant Arnie Carlson      |
| Darryl Hickman   | Jack Wheelwright             |
| Peggy Webber     | Alice Rice                   |
| Moroni Olsen     | Schout-bij-nacht Joshua Rice |
| Jack Gregson     | Commandant Joshua Rice       |
| Jack Kelly       | Luitenant Paul Barton        |
| Don Dunning      | Kwartiermeester Perkins      |
| Jerry Paris      | Sergeant Gentry              |
| Charles Meredith | Admiraal Tobias              |
| Philip Van Zandt | Gavin                        |
| Gordon Polk      | Ralph                        |